# 劉基惠
劉基惠，香港富商，1965年成立凱德洋行，主要從事人造花卉及植物、金屬裝飾品、木制裝飾品和聖誕裝飾品等出口生意，公司總部葵涌葵喜街。 
劉基惠有一子一女，兒子劉建浩與香港明星陳慧琳2008年10月2日結婚。